# (7523) 1991 PF18
A (7523) 1991 PF18 a Naprendszer kisbolygóövében található aszteroida. Henry E. Holt fedezte fel 1991. augusztus 8-án.